# 大熊町文化センター
大熊町文化センター（おおくままちぶんかセンター）は、福島県双葉郡大熊町にある多目的ホールである。農村改善センターが併設されている。

## 概要
座席数499席の大ホールの他、楽屋、リハーサル室、研修室、スタジオを有する。敷地内には大熊町農村環境改善センターが併設されている。
大熊町における文化活動の中核施設として、各種演奏会、講演、講習等に利用されていた。

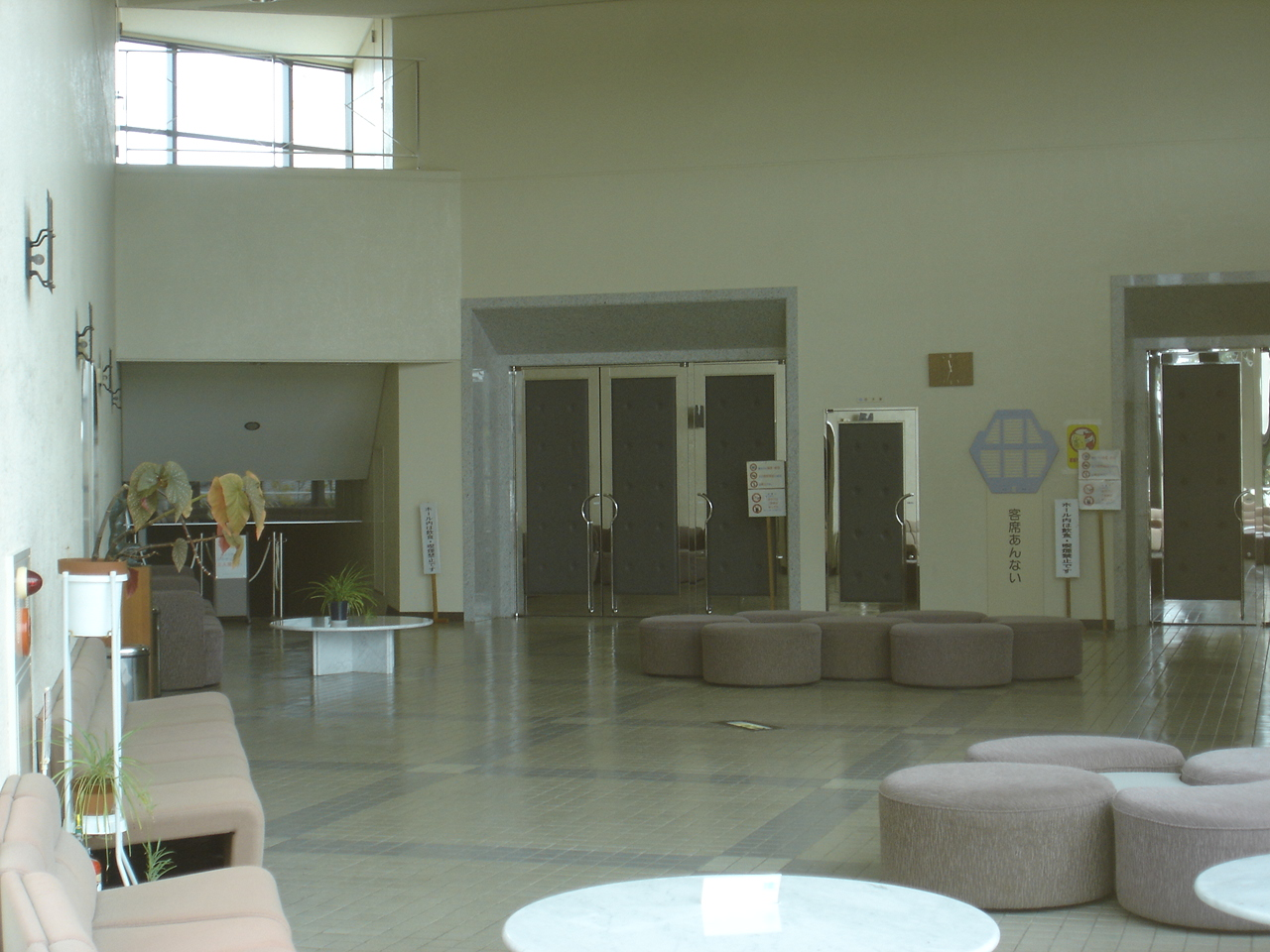
ホワイエ

## 沿革
- 1992年4月19日 - 開館。
- 2011年3月11日 - 東北地方太平洋沖地震に伴い発生した福島第一原子力発電所事故により、立ち入り禁止となる。
- 2020年3月5日 - 避難指示解除。帰還困難区域内にあるため使用停止継続
- 2023年7月25日 - 施設解体に伴う、緞帳見納め会開催[1]

## アクセス
- JR常磐線大野駅より1.5km。
- 敷地内には、駐車場が273台分設けられており、車での来場も可能。